# Новокузнецкий троллейбус
Новокузнецкий тролле́йбус — система троллейбусного движения в городе Новокузнецке. Открыта 6 января 1978 года. Троллейбусная сеть охватывает левобережную часть города, Заводской и Новоильинский районы и имеет общую протяжённость маршрутов более семидесяти километров.

## История
В мае 1968 года Сибирское отделение института «ПромтрансНИИпроект» начинает проектирование в Новокузнецке троллейбусного движения, продлившееся вместе со строительством почти 10 лет. Были установлены 363 железобетонные и металлические опоры, протянуты более 19 км контактного провода и в конце декабря 1977 года запущены два пробных троллейбуса. Регулярное движение открылось 6 января 1978 года, по маршруту «Октябрьский — Вокзал», и по проспектам Октябрьский и Бардина начал ходить первый в городе троллейбус.
В 2019 и 2020 году в город пришли первые троллейбусы с автономным ходом ТролЗа-5265.08 «Мегаполис» и УТТЗ-6241-10-02 «Горожанин».

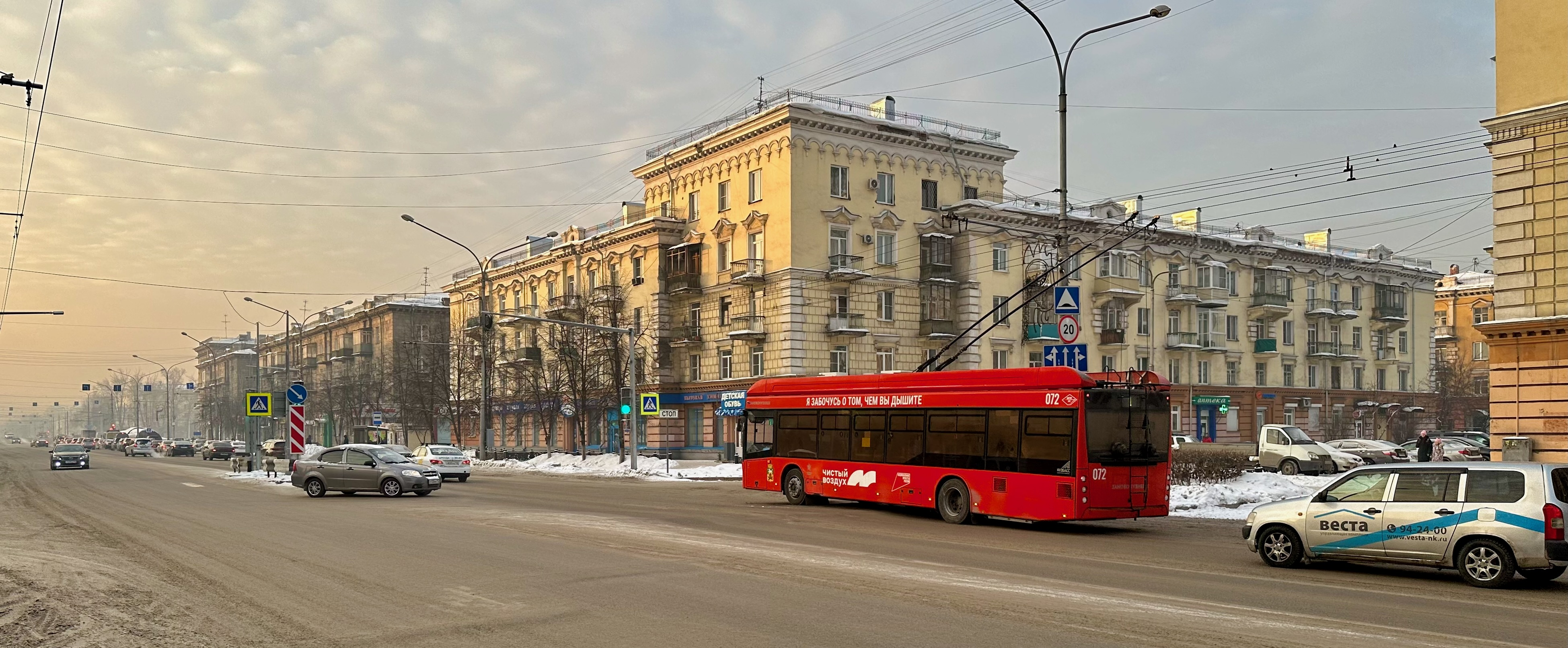
УТТЗ-6241.01 «Горожанин» в 2024 году

В рамках федерального проекта «Чистый воздух», в период с 2021 по 2023 года, городом было приобретено 38 новых троллейбусов УТТЗ-6241.01 «Горожанин», что позволило существенно обновить парк. Часть из троллейбусов была с автономным ходом. С августа 2024 года запустили троллейбусное движение в Новоильинский район в тестовом режиме, ранее такой запуск в район был в 2019 году. В конце 2024 года планируется построить троллейбусную линию в Новоильинском районе. 

## Маршруты
По состоянию на август 2024 года имеет следующие маршруты:
- № 1 «пр. Октябрьский — Ярославская»
- № 1а «пр. Октябрьский — Ярославская — ТЦ Лента» (с 2024)
- № 2 «пр. Октябрьский — 13-й микрорайон» (с сентября 2020 по январь 2021 — № 1*), с 01.01.2023 часть троллейбусов следует до инфекционной больницы №8.
- № 3 «Левый берег — Вокзал — Драмтеатр — Левый берег»<. (с 1981), до 2003 года следовал по Кутузова.
- № 5 «Левый берег — Ярославская». (с 2003), до 2015 года следовал до Стройбазы.
- № 6 «Левый берег — Дворец спорта — Вокзал – Левый берег». (с 2004)
- № 6а «Левый берег — Вокзал — Дворец спорта – Левый берег». (с 2011[10])
- № 7 «пр. Октябрьский — Стройбаза». (с 2015)

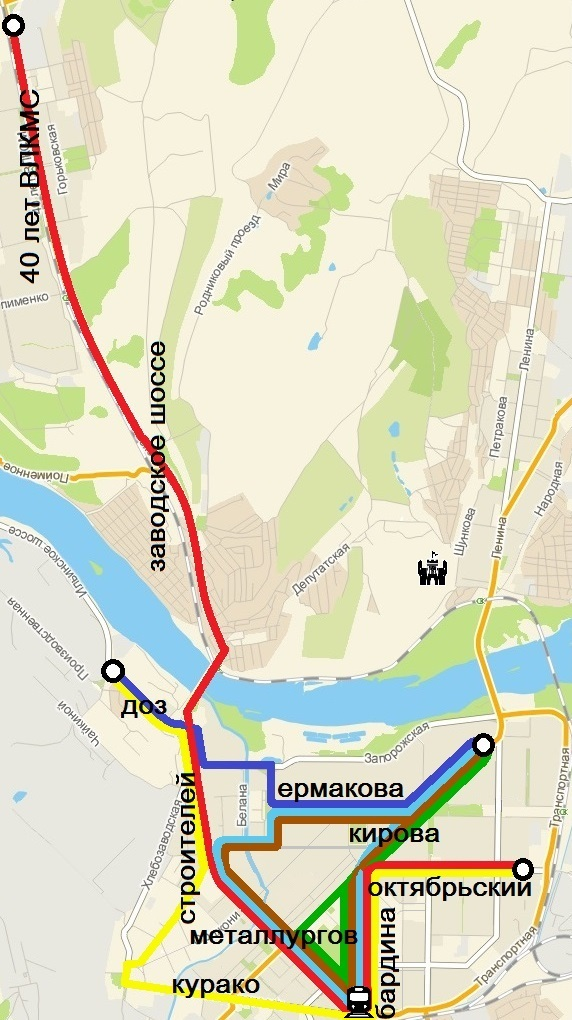
Схема движения троллейбусных маршрутов города Новокузнецка на август 2015 года

### Закрытые
- № 2 (1977—1996) «Ярославская — Кутузова — Вокзал».
- № 4 (1996—2002) «Левый Берег — Драмтеатр — Верх. Островская».

## Подвижной состав

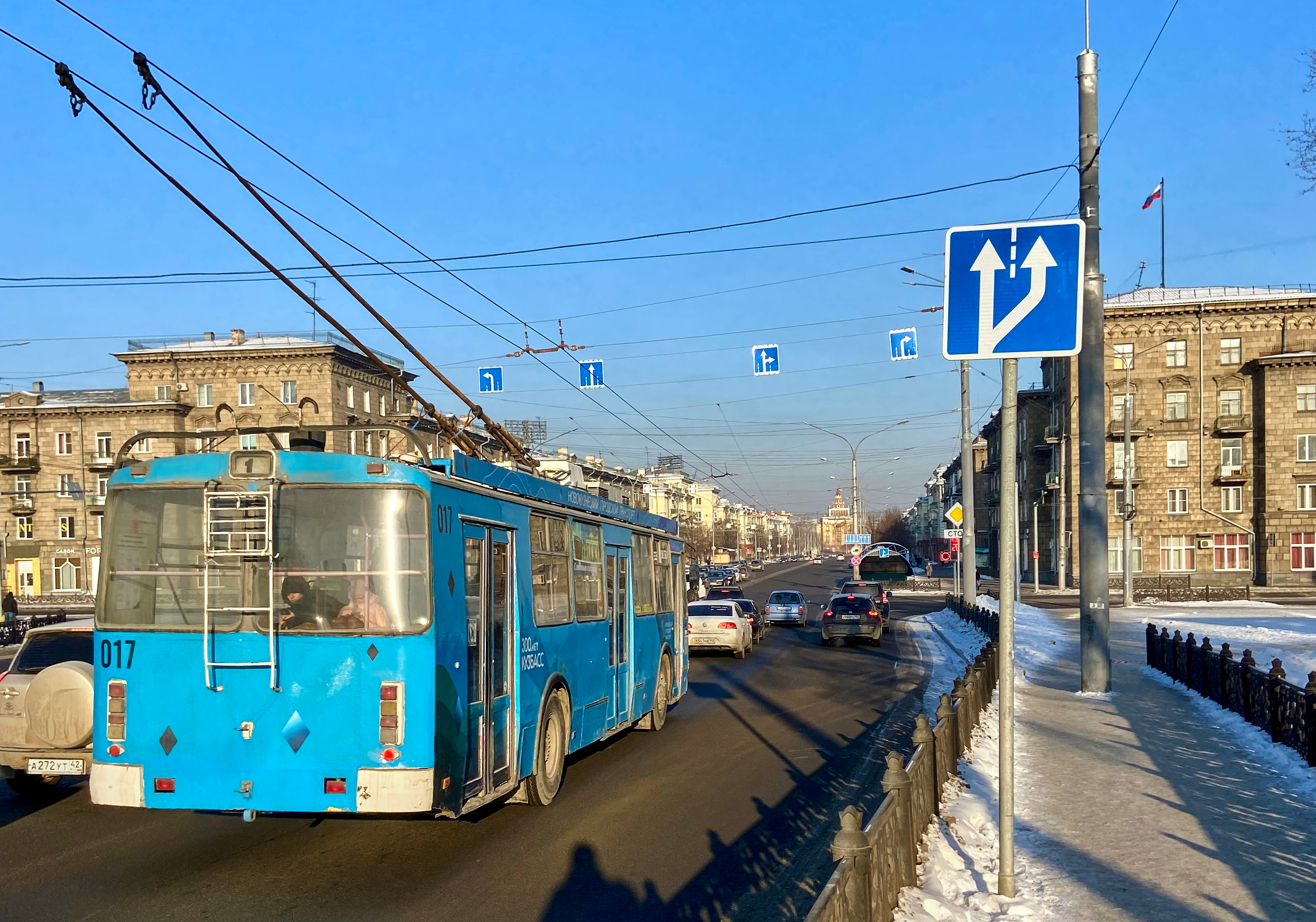
Троллейбус в Новокузнецке в 2022 году

По состоянию на август 2024, новокузнецкий троллейбусный парк насчитывает 73 единицы подвижного состава:
- ЗиУ-682Г-017 — 4 шт.
- ЗиУ-682Г-016.02 — 9 шт.
- ЗиУ-682Г-016.03 — 11 шт. (приобретены в 2008 г.)
- ЗиУ-682Г-016.04 — 5 шт.
- БТЗ-52761Т — 2 шт.
- Тролза-5265.08 «Мегаполис» — 2шт.
- УТТЗ-6241-10-02 «Горожанин» — 2 шт.
- УТТЗ-6241.01 «Горожанин» — 38 шт.[7]

Напряжение контактной сети составляет 550—600 вольт. Система постоянного тока.